# Karl-Erik Eriksson (fysiker)
För andra personer med liknande namn, se Karl-Erik Eriksson.
Karl-Erik Eriksson, född 19 november 1935 i Södra Råda församling, Värmlands län, är en svensk fysiker. Han var docent vid statens råd för atomforskning 1962–1963 och professor i teoretisk fysik vid Göteborgs universitet från 1963. 
Förutom sin verksamhet inom fysik tillskrivs även Karl-Erik grundandet av institutionen för Fysisk Resursteori på Chalmers Tekniska Högskola.